# Instituto de Virología
El Instituto de Virología es una unidad funcional del Instituto Nacional de Tecnología Agropecuaria (INTA). Forma parte del Centro de Investigación en Ciencias Veterinarias y Agronómicas (CICVyA). Se dedica a la investigación de enfermedades virales que afectan a animales.

## Proyectos
Proyecto en desarrollo:
- Enfermedades infecciosas de las aves
- Epidemiología y desarrollo de estrategias para la prevención y control de enfermedades que afectan la salud pública, enfermedades exóticas y limitantes del comercio internacional

## Autoridades
- Directora: Karina Trono[1]